# Otto Beutler

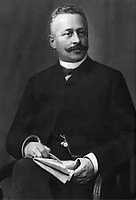
Otto Beutler 1910

Gustav Otto Beutler (* 6. August 1853 in Waldkirchen (Vogtland); † 1. August 1926 in Dresden) war ein deutscher Verwaltungsjurist und konservativer Kommunalpolitiker. Er war Bürgermeister der sächsischen Städte Meerane (1881–85) und Freiberg (1885–90) sowie von 1895 bis 1915 Oberbürgermeister von Dresden.

## Leben

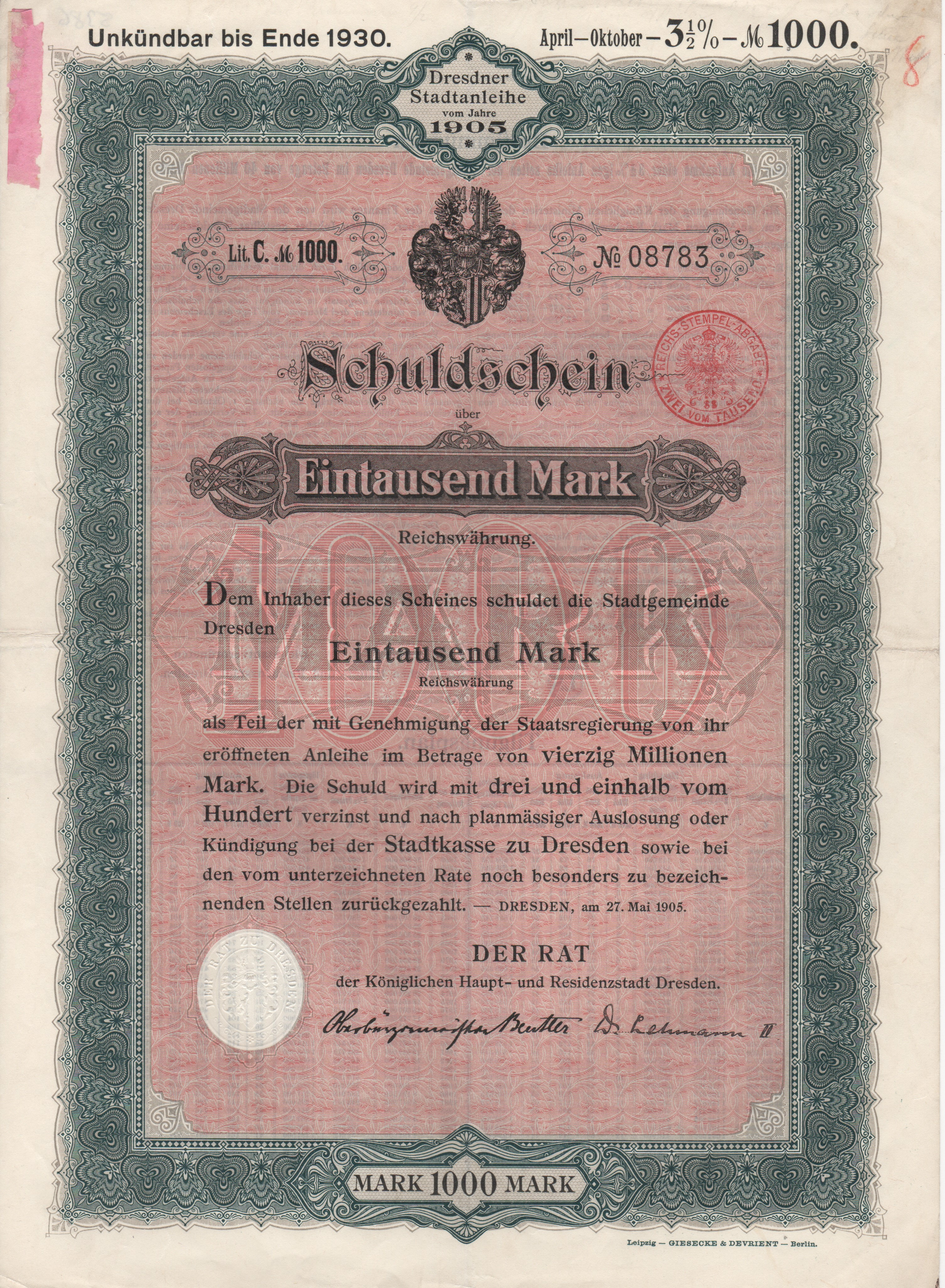
Schuldschein der Stadtgemeinde Dresden vom 27. Mai 1905 mit Unterschrift von Oberbürgermeister Beutler

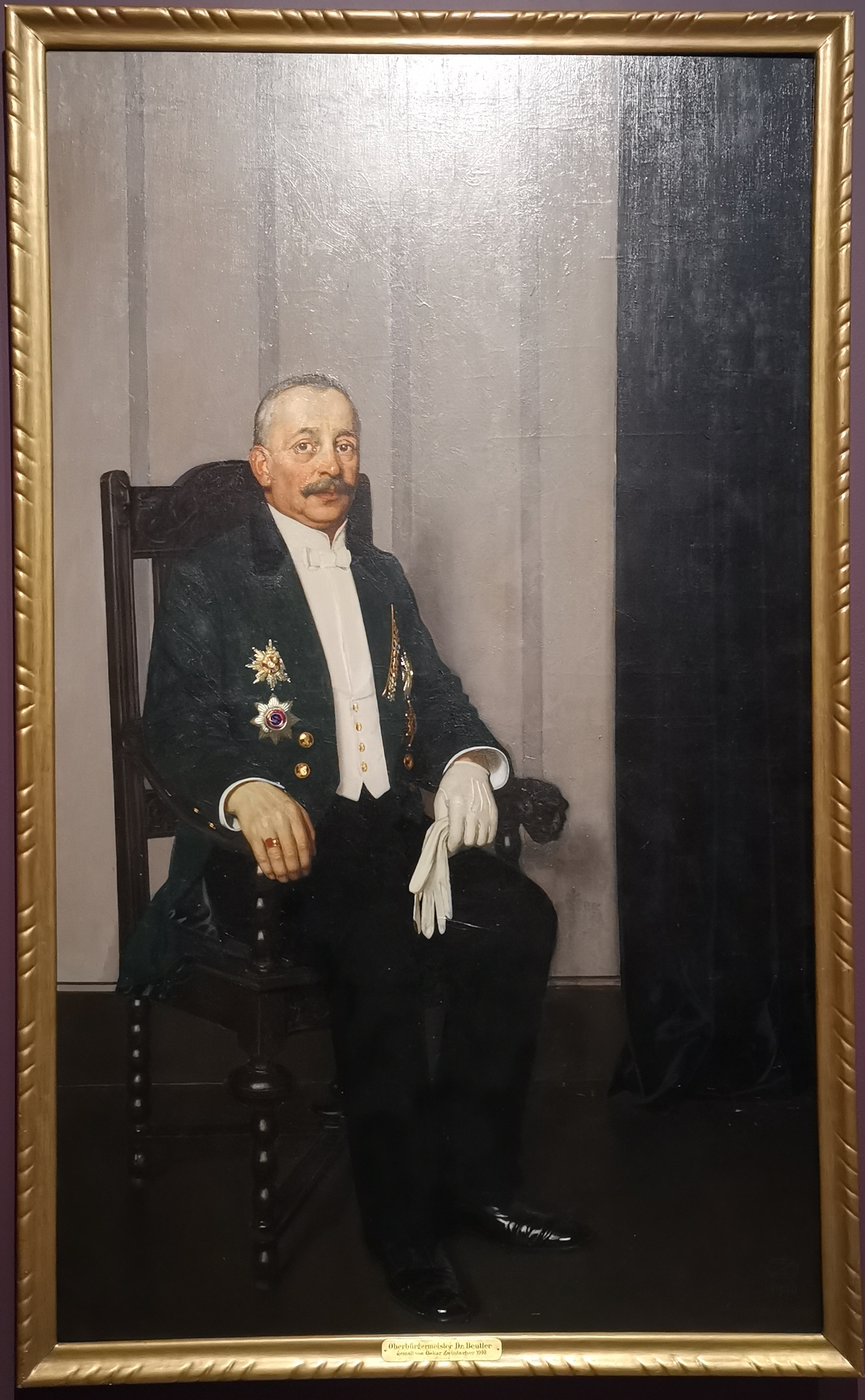
Porträt Beutlers von Oskar Zwintscher aus dem Jahr 1910

Nach dem Besuch des Gymnasiums im vogtländischen Plauen studierte Beutler von 1873 bis 1876 an der Universität Leipzig Rechtswissenschaften, während dieser Zeit war er Mitglied der Landsmannschaft Afrania Leipzig. Nach dem Rechtsreferendariat, das er bei Rechtsanwälten in Meerane und Leipzig ableistete, wurde er im Januar 1880 zum besoldeten Stadtrat in Meerane ernannt. Im Jahr darauf wurde er dort zum Bürgermeister gewählt. 1885 wechselte er als Bürgermeister ins größere Freiberg. Er wurde 1890 als Oberfinanzrat ins sächsische Finanzministerium berufen und zwei Jahre später zum Geheimen Finanzrat und Vortragenden Rat befördert.
Im Dezember 1893 wurde Beutler zum Dritten Bürgermeister Dresden gewählt, kurz darauf stieg er zum Zweiten Bürgermeister auf, war somit Stellvertreter des Oberbürgermeisters Paul Alfred Stübel und trug die Verantwortung für das städtische Finanzamt sowie die Sparkasse. Nach Stübels Tod im März 1895 wählten die Stadtverordneten Beutler zu dessen Nachfolger, zunächst für eine sechsjährige Amtszeit, 1897 wurde er aber auf Lebenszeit gewählt. Mit dem Oberbürgermeisteramt verbunden war eine Mitgliedschaft in der I. Kammer des Sächsischen Landtags, von 1905 bis 1915 war er deren Vizepräsident. Otto Beutler förderte maßgeblich den Ausbau der Großstadt Dresden, ihr geistiges, künstlerisches und wissenschaftliches Leben. Während seiner Amtszeit wurden 17 Vororte (u. a. Striesen, Pieschen, Löbtau) nach Dresden eingemeindet.
Des Weiteren bewirkte er die Versorgung Dresdens mit elektrischem Strom, den Ausbau der Verkehrswege – beispielsweise weihte er 1895 die Carolabrücke, 1910 die erneuerte Augustusbrücke und 1913 den Flugplatz Dresden-Kaditz ein – sowie den Bau des Neuen Rathauses (1905–1910). Zur Förderung des privaten Wohnungsbaus gründete die Stadt Dresden 1900 auf Beutlers Vorschlag eine Grundrenten- und Hypothekenanstalt. Zusammen mit anderen sächsischen Bürgermeistern gründete er 1906 den zweiten Sächsischen Sparkassenverband. Des Weiteren widmete sich Beutler dem Gesundheits- und Sozialwesen der Stadt sowie hygienischeren Verhältnissen. So wurden in seiner Amtszeit mehrere Markthallen, das Stadtkrankenhaus Johannstadt (1901), das Güntzbad (1906), Anlagen für die Schwemmkanalisation (1910), der städtische Vieh- und Schlachthof sowie ein Krematorium (1911) in Betrieb genommen. Viele der öffentlichen Gebäude jener Zeit wurden vom Stadtbaurat Hans Erlwein entworfen, dessen Wirken Beutler unterstützte.
Politisch gehörte Beutler dem Konservativen Landesverein in Sachsen an. Dieser war ein Landesverband der Deutschkonservativen Partei, deren sogenanntem 12er Ausschuss (Parteileitung) Beutler zeitweilig angehörte. Außerdem war er Ehrenvorsitzender des antisemitisch ausgerichteten Reichsdeutschen Mittelstandsverbandes.

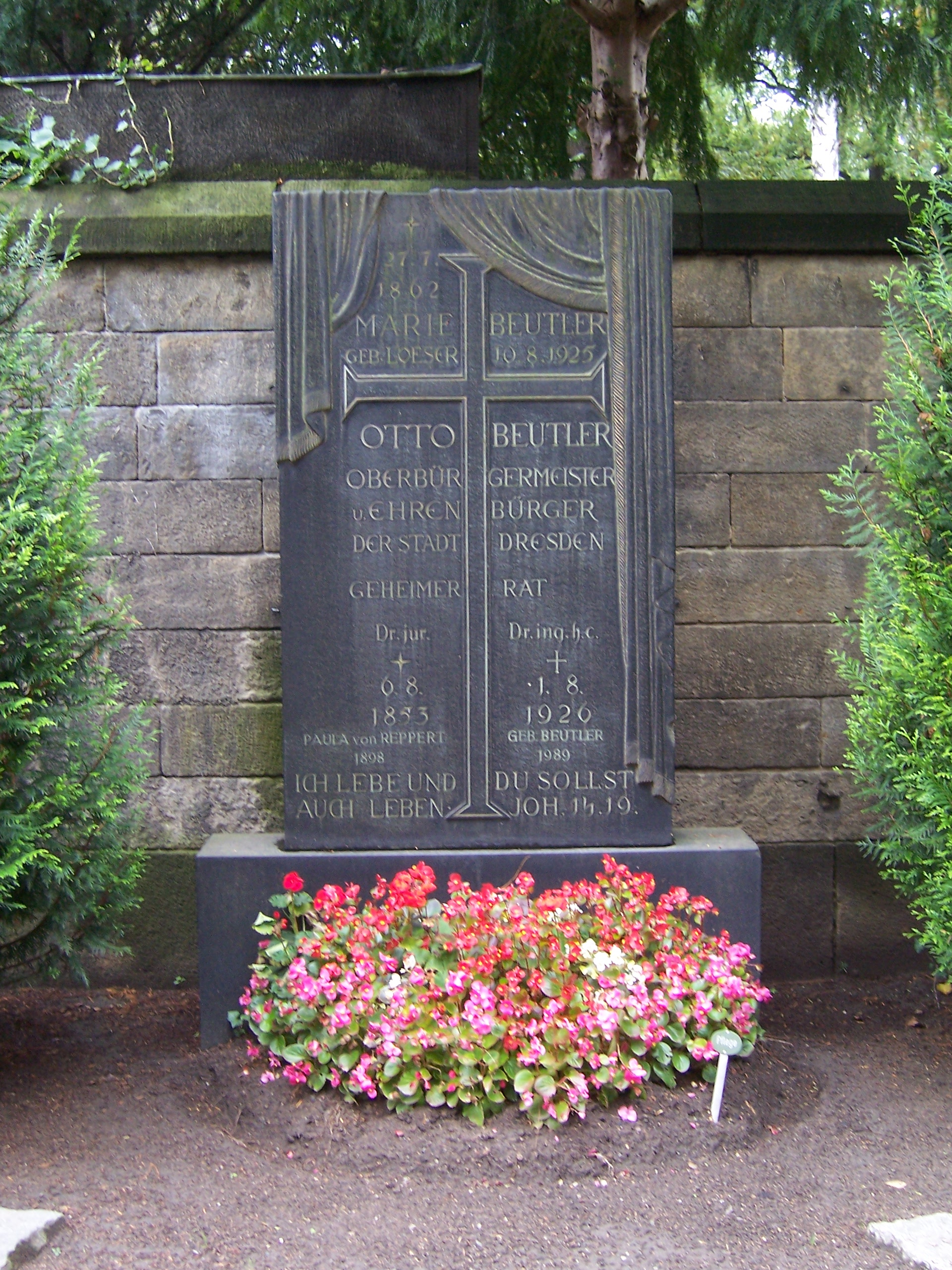
Grab von Otto Beutler auf dem Johannisfriedhof in Dresden.

Beutler schied 1915 aus dem Amt und wurde kurz darauf zum Ehrenbürger von Dresden ernannt. Außerdem wurde er „in Anerkennung seiner hohen Verdienste um die industrielle Entwicklung der Stadt Dresden und im Hinblick auf die der TH jederzeit erwiesene Förderung“ von der Technischen Hochschule Dresden ehrenpromoviert. 1909 wurde er Ehrendoktor der Universität Leipzig. 1926 verstarb Gustav Otto Beutler. Um seine Verdienste für die Stadt zu würdigen, wurde der Beutlerpark, zuvor Schanzenpark, in der Dresdner Südvorstadt nach ihm benannt. In der Stadt Freiberg ist die Beutlerstraße nach ihm benannt.
Sein Grab befindet sich auf dem Dresdner Johannisfriedhof.